# Gramil (herramienta)

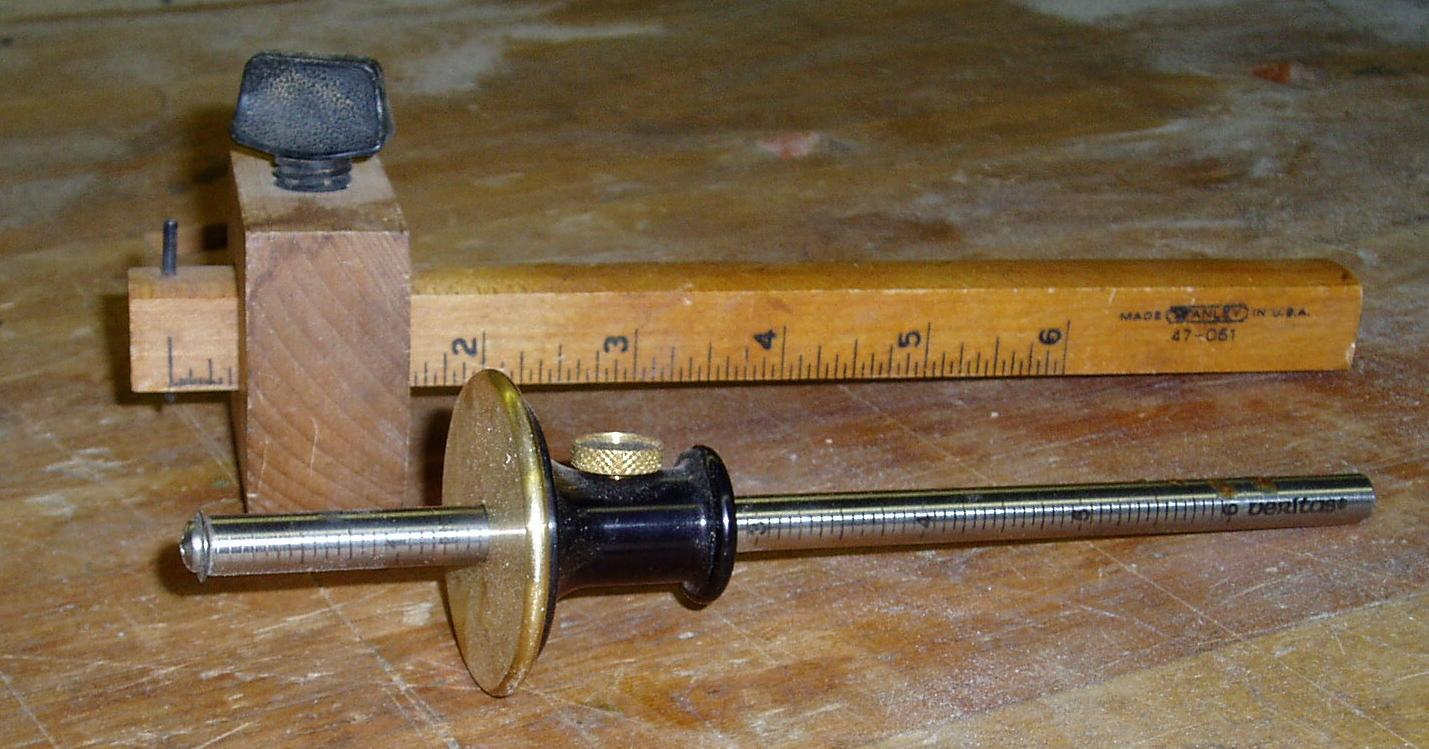
Dos tipos de gramiles de marcado.

Un gramil es la herramienta usada en carpintería (ebanistería) o metalistería (mecanizado entre tantas cosas) para marcar líneas paralelas de corte en referencia a una orilla o superficie, además de otras operaciones.
El gramil también es usado en mecanizado para medir alturas de herramientas y de piezas. Normalmente se ubica sobre una mesa o piedra de mármol calibrada para mantener la exactitud de la medida.

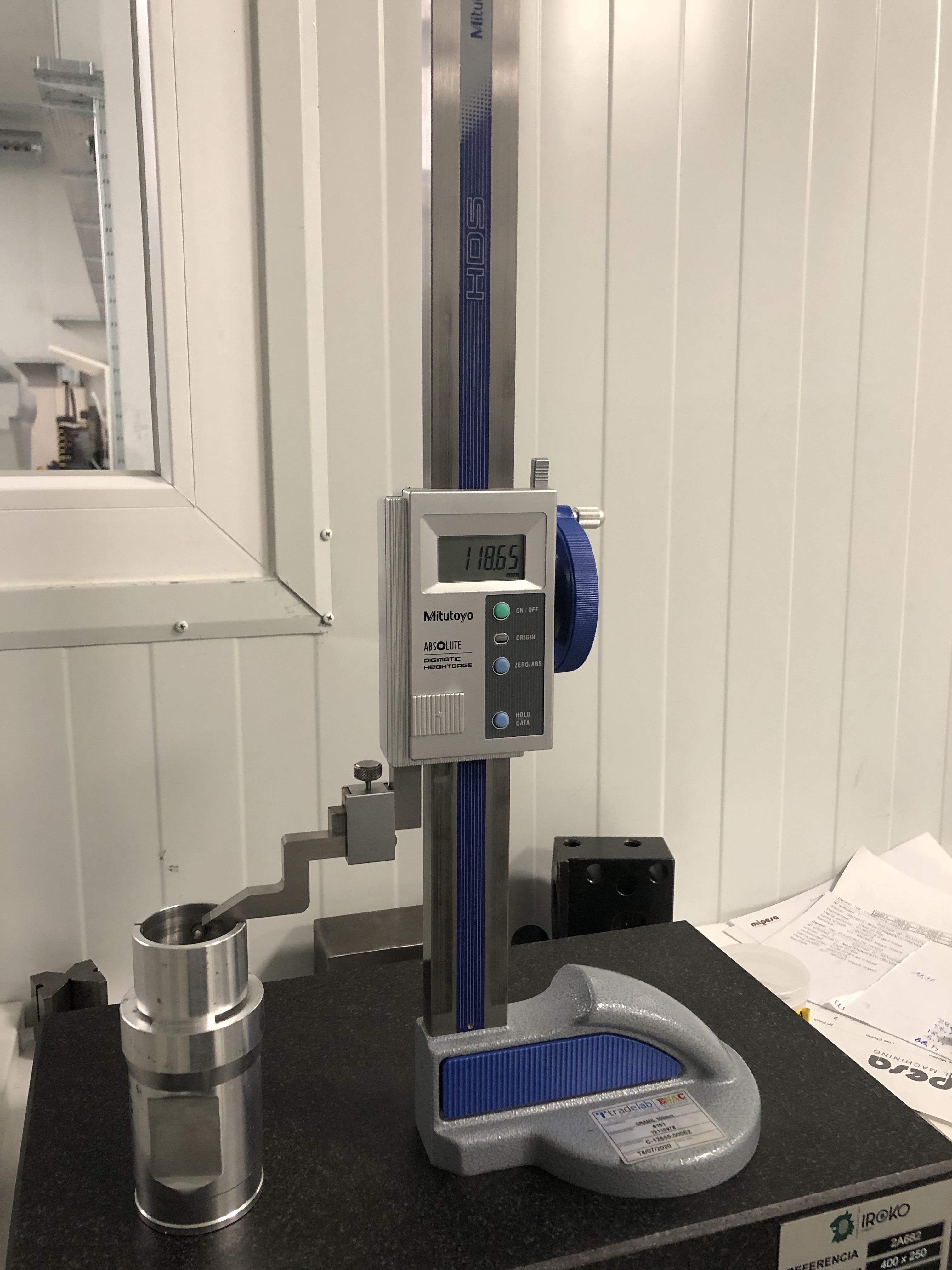
Gramil de medición

## Características
Consiste de una barra, un cabezal y un implemento de trazado que puede ser una tachuela, una cuchilla, un bolígrafo, una rueda o una  punta de trazar. El cabezal se desliza a lo largo de la barra y puede fijarse en algún tramo mediante distintos instrumentos, ya sea un tornillo de retención, una leva de control o una cuña. Existen asimismo gramiles con dos puntas que se pueden situar a distintas distancias para marcar dos líneas paralelas simultáneamente.

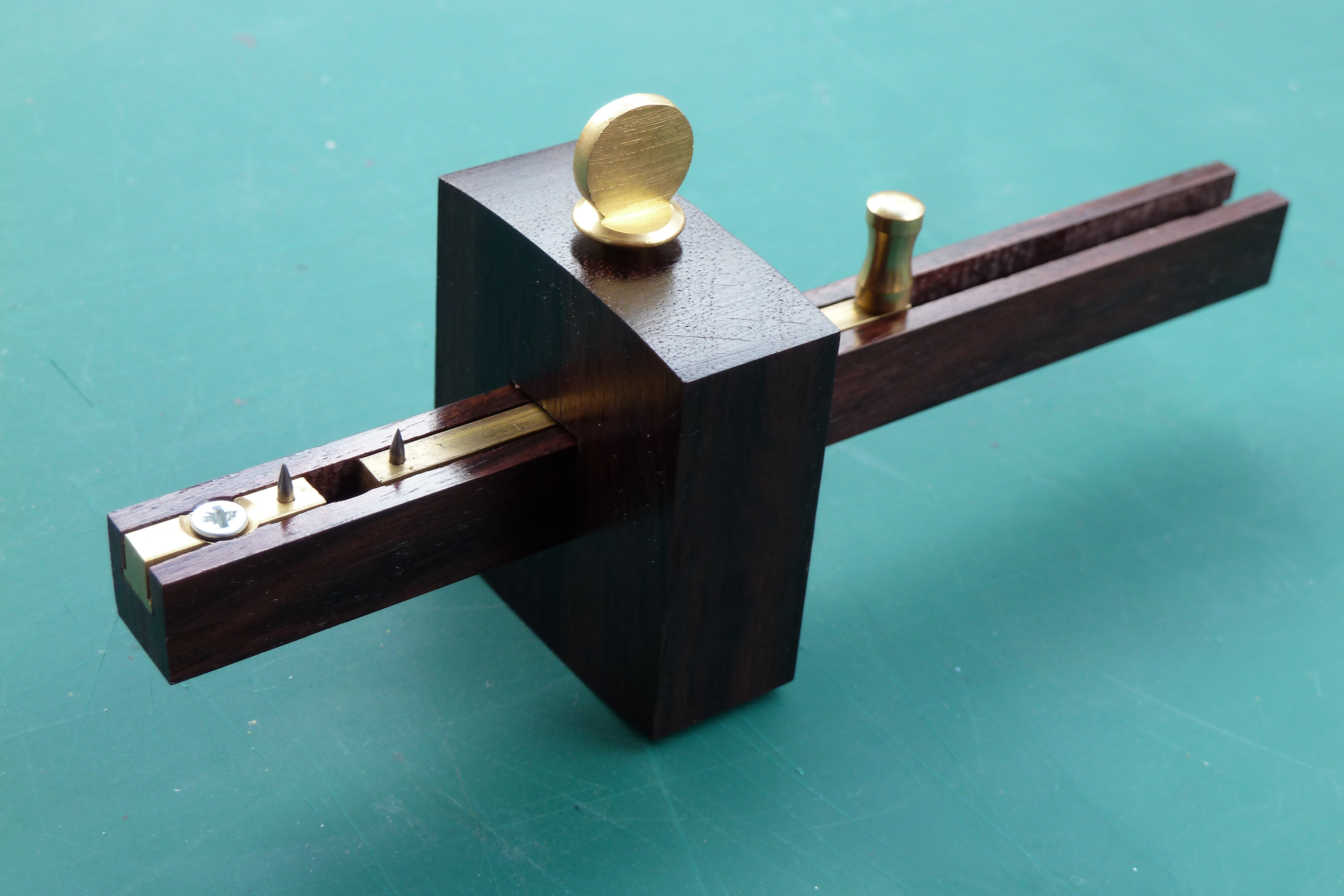
Gramil de dos puntas de marcado